# Ministério da Energia e Águas
| Ministério da Energia e Águas                                   |                      |
| Rua Cónego Manuel das Neves nº 234, Luanda, LU www.minea.gov.ao |                      |
| Atual ministro                                                  | João Baptista Borges |

O Ministério da Energia e Águas (MINEA) é um departamento ministerial do Governo de Angola, auxiliar do Presidente da República, que tem por objecto propor a formulação, conduzir, executar e controlar a política do Executivo nos domínios da energia e águas. 
O Ministério da Energia e Águas tem a sua sede na Rua Cónego Manuel das Neves nº 234, Luanda, Angola. 
Em viagem para Nova Iorque, o ministro João Baptista Borges defendeu na Organização das Nações Unidas a segurança hídrica e do acesso a águas compartilhadas. Angola investiria US$ 4 bilhões, com objectivo de combater a seca e alargar o abastecimento nacional de água. 
Dentre os organismos sob sua supervisão estão:
- Empresa Nacional de Distribuição de Electricidade (Ende-EP)
- Instituto Nacional de Recursos Hídricos (INRH)[4]
- Rede Nacional de Transporte de Electricidade (RNT-EP)
- Empresa Pública de Produção de Electricidade (Prodel-EP)